# Trinity Bridge
Il Trinity Bridge è un ponte a tre vie strallato utilizzato come pedonale che attraversa il fiume Irwell, aperto il 25 settembre 1995.

## Descrizione
Collega le due città di Manchester e Salford nella Greater Manchester. Progettato da Santiago Calatrava, fu completato nel 1995. Fu una delle primi ponte di Calatrava e rimane l'unico progetto che ha completato nel Regno Unito.

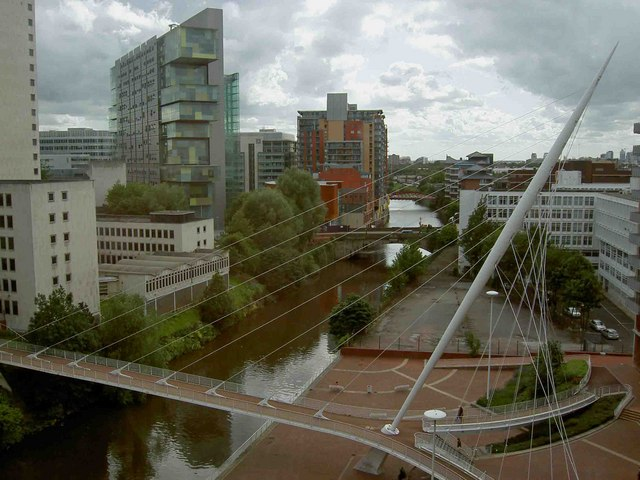
Vista dall'alto del ponte

Il ponte ha un tipico design di Calatrava, con strutture bianche lineari ed è dominato dal pilone che alto 41 m. Il ponte è stato ridipinto nel 2010 come parte del programma di manutenzione di 15 anni.